# Georgia Scorcher
De Georgia Scorcher is een staande achtbaan in het Amerikaanse attractiepark Six Flags Over Georgia. De achtbaan is geopend op 8 mei 1999 en is gebouwd door de Zwitserse achtbaanbouwer Bolliger & Mabillard. De minimale lengte om in de Georgia Scorcher te mogen is 1,40 meter. De achtbaan ligt in het themagebied 'Georgia Section'.

## Algemene informatie
De Georgia Scorcher heeft een baanlengte van 914 meter en een hoogte van 33 meter. Hij haalt een maximale snelheid van 87 kilometer per uur en de rit duurt één minuut en 24 seconden. De capaciteit van de Georgia Scorcher is 32 personen en de capaciteit per uur is 1300 personen.